# Sankt Wolfgang-Kienberg
Sankt Wolfgang-Kienberg var en kommun i distriktet Murtal i förbundslandet Steiermark i Österrike. Den blev den 1 januari 2015 en del av kommunen Obdach.
Kommunen bestod av tre orter (Ortschaften) (inom parentes invånarantal 1 januari 2024):
- Katschwald (70)
- Kienberg (88)
- Mönchegg (178)